# Miurg
Miurg – pozaukładowa jednostka oporu, jaki stawia wyrobisko kopalniane przepływającemu przez nie powietrzu. Wyrobisko ma opór równy jednemu miurgowi, jeżeli podczas przepływu powietrza o natężeniu 1m3/s spadek hydrauliczny wynosi 0,001mm słupa wody.